# Athenaeum Chess Club (Londyn)
Athenaeum Chess Club – angielski klub szachowy z siedzibą w Londynie, zwycięzca National Club Championships w 1976 roku.

## Historia
Klub został założony w 1873 roku, co czyni go najstarszym istniejącym londyńskim klubem szachowym. Pierwszą siedzibą był Camden Athenaeum w centralnym Londynie. W 1908 roku klub połączył się z Westminster Chess Club. W 1976 roku Athenaeum Chess Club wygrał rozgrywki National Club Championships. Mimo przysługującego mu miejsca w Pucharze Europy, klub nie wziął udziału w tych rozgrywkach z uwagi na niewielką liczbę członków.